# Ranko Zidarić
Ranko Zidarić (Zagreb, 1. veljače 1965.) hrvatski je kazališni, televizijski i filmski glumac.

## Životopis
Ranko Zidarić je 1990. diplomirao na Akademiji dramske umjetnosti u Zagrebu. Iste je godine postao i članom Dramskoga kazališta »Gavella«. Bio je u braku sa Sašom Broz (1994. – 2000.) s kojom ima kćer Saru (1994.), a sada je u braku s Ivanom Uhlik Zidarić (od 2007.) s kojom ima kćer Zoru (2008.).

## Filmografija

### Televizijske uloge
- "Ptice nebeske" (1989.)
- "Zagonetno pismo" kao Mile (1990.)
- "Naša mala klinika" kao Dr. Franjo Slaviček (2004. – 2007.)
- "Luda kuća" kao Milivoj Tartarović (2006.)
- "Obični ljudi" kao Damijan Letica (2006. – 2007.)
- "Kazalište u kući" kao dr. Vrčić (2007.)
- "Operacija Kajman" kao Domagoj Stipetić (2007.)
- "Ponos Ratkajevih" kao Dr. Ranko Hebb (2007. – 2008.)
- "Bračne vode" kao Ranko Garić (2008.)
- "Zakon ljubavi" kao Dr. Fran Tadej (2008.)
- "Mamutica" kao Mladen (2008.)
- "Bitange i princeze" kao Buldog (2009.)
- "Dolina sunca" kao Gordan Tomek (2010.)
- "Dome slatki dome" kao redatelj (2010.)
- "Najbolje godine" kao Obi Oneo (2010.)
- "Pod sretnom zvijezdom" kao Martin Vrban (2011.)
- "Larin izbor" kao Ante Markoni (2011.)
- "Provodi i sprovodi" kao Pjer Plavinšak (2012.)
- "Špica" (2012.)
- "Počivali u miru" kao Vlatko (2013.)
- "Markov trg" kao Branimir Hrušt (2014.)
- "Crno-bijeli svijet" kao urednik Starta (2015.)
- "Horvatovi" kao Goran Gotovac (2015.)
- "Kud puklo da puklo" kao Stanislav (2015. – 2016.)
- "Prava žena" kao Antonio Slobin (2016.)
- "Čuvar dvorca" kao Damir Kolar (2017.)
- "Rat prije rata" (2018.)
- "Ko te šiša" kao bajker (2019.)
- "Blago nama" kao tajni agent SOE (2020. - 2022.)
- "Kumovi" kao Zdravko Šarić (2023.)
- "Mrkomir Prvi" kao vođa žirija (2023.)

### Filmske uloge
- "Haloa - Praznik kurvi" kao mladić (1988.)
- "Honor Bound" kao MLM vojnik (1988.)
- "The Dirty Dozen: The Fatal Mission" kao Vasco Petrović (1988.)
- "U sredini mojih dana" (1988.)
- "Krvopijci" kao Brodski (1989.)
- "Diploma za smrt" kao Berislav "Bero" Boban (1989.)
- "Papa mora umrijeti" kao Otac Santini (1991.)
- "Hod u tami" (1992.)
- "Vrijeme za..." (1993.)
- "Death Train" kao pilot (1993.)
- "Gospa" kao Doborovićeva pomoć (1995.)
- "Prolazi sve" (1995.)
- "Četverored" kao Tadija Jelčić (1999.)
- "Pomor tuljana" (2000.)
- "Polagana predaja" (2001.)
- "Prezimiti u Riju" (2002.)
- "Kiss of Life" kao šef (2003.)
- "Ispod crte" kao Mirko (2003.)
- "Radio i ja" (2004.)
- "The Fever" kao Lopakhin ([[2004.])
- "Pušća Bistra" kao Surlić "Surla" (2005.)
- "Crveno i crno" kao trener (2006.)
- "Armin" kao Otac (2007.)
- "Naši sretni trenuci" (2007.)
- "Reality" kao Rambo/školski kapetan (2008.)
- "Papar i sol" kao Željko (2016.)

### Sinkronizacija
- "Action Man" kao Desmond "Drobilica" Sinclair
- "Silvestrove i Čičijeve tajne" kao Hektor (glasovni efekt u nekim epizodama), chef Jumbalaya, taksi vozač, sivi pas u tvornici magle, francuski policajac, Sheik Tusheik, Johan Erik Jinglehairmerscmitt, egipatski vlasnik restorana, havajski konobar, grčki serviser, policajac u Springfieldu
- "Tom i Jerry" kao Spike
- "Pustolovine Vilka i Tile" kao pripovjedač
- "Batman: Animirana serija" kao Bruce Wayne/Batman (1992.)
- "Batman i Superman Film" kao Bruce Wayne/Batman (1997.)
- "Čarobni mač" kao Sir Lionel (1999.)
- "Balto 3: Na krilima promjene" kao Divlji los [Maurice LaMarche] (2004.)
- "Batman Beyond: Povratak Jokera" kao Bruce Wayne (2000.)
- "Legenda o medvjedu 1" kao Ovan #1 (2004.)
- "Tom i Jerry: Brzi i dlakavi kao Steed Dirkly (2005.)
- "Madagaskar 2" kao Makunga [Alec Baldwin] (2008.)
- "Čudovišta protiv vanzemaljaca" kao nestala karika (2009.)
- "101 dalmatinac (serija) (2010.)
- "Ljepotica i zvijer 1" kao Štednjak (2010.)
- "Fantazija 2000" kao Quincy Jones (2010.)
- "Priča o igračkama" (franšiza) kao Baz Svjetlosni (2010. – 2014.)
- "Krš i lom 1" kao Clyde (2012.)
- "Avioni 2: Nebeski vatrogasci" kao Zrakonosac (2014.)
- "Vrtuljići" kao pripovjedač (2015.)
- "Zootropola" kao gradonačelnik Leonard Lavljogrud (2016.)
- "Potraga za Dorom" kao Ljudevit (2016.)
- "Žak i Kvak" kao Belly-Up (2016.)
- "Moja čudovišna obitelj kao Drakula (2017.)
- "Coco i velika tajna" kao Ernesto De La Cruz [dijalog] (2017.)
- "Pustolovine mede Paddingtona" kao Paddington Novak (2018.)
- "Film Angry Birds 2" kao Mate (2019.)

## Vanjske poveznice
- Ranko Zidarić u internetskoj bazi filmova IMDb-u (engl.)
- Stranica na Gavella.hr